# Елахов, Николай Андреевич
Николай Андреевич Елахов (27 ноября 1940, Сосновоборск, Пензенская область — 10 декабря 2017) — заслуженный тренер РСФСР по биатлону.

В 1961 году окончил факультет физического воспитания Пензенского государственного педагогического института имени В. Г. Белинского.
С 1964 года — тренер сборной команды Пензенской области по лыжным гонкам.
С 1970 года — тренер сборной команды Пензенской области по биатлону.
Воспитанники Николая Елахова Александр Елизаров и Иван Тюлюкин входили в состав сборной команды СССР по биатлону в период с 1973 до 1980 года.
Среди его воспитанников — чемпион Олимпийских игр по биатлону Александр Елизаров.
Награждён почётным знаком «За заслуги в развитии Олимпийского движения в России»